# Noilly Prat

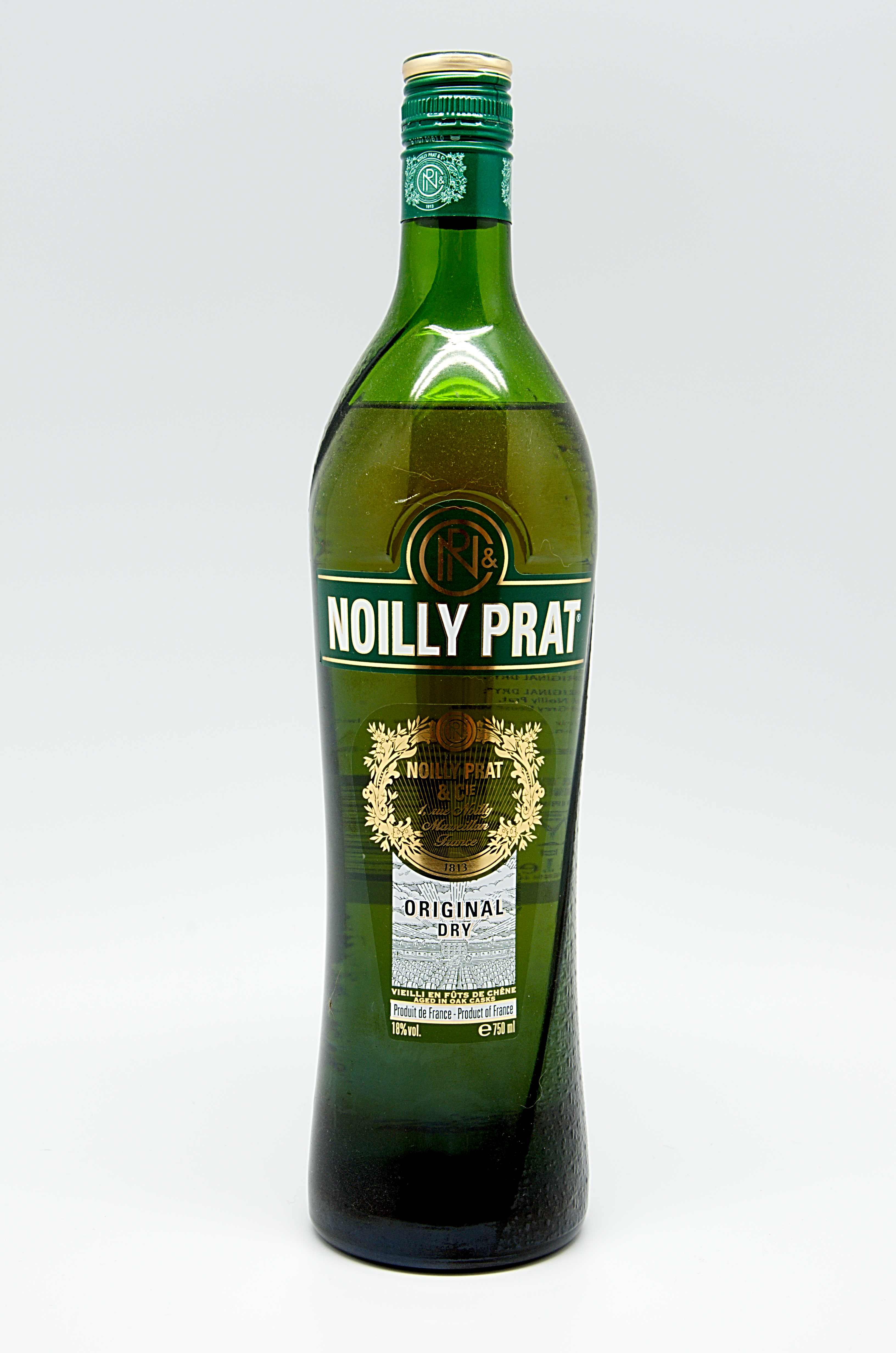
La bottiglia

Noilly Prat (pronuncia francese: [nwa.ji pʁat]) è un marchio di vermouth realizzato in Francia. Il Noilly Prat Bianco è il prototipo del vermouth francese asciutto, di colore giallo paglierino. Noilly Prat produce anche vermouth rosso e ambre, introdotti nel 1960 e 1980, che però sono meno noti. Il tasso alcolico del Noilly Prat Dry in volume è 18%. L'azienda Noilly Prat ha sede a Marseillan, nel dipartimento dell'Hérault nel sud della Francia, ed è una filiale di Bacardi-Martini. Joseph Noilly, un erborista, sviluppò la prima formula nel 1813.

## Storia

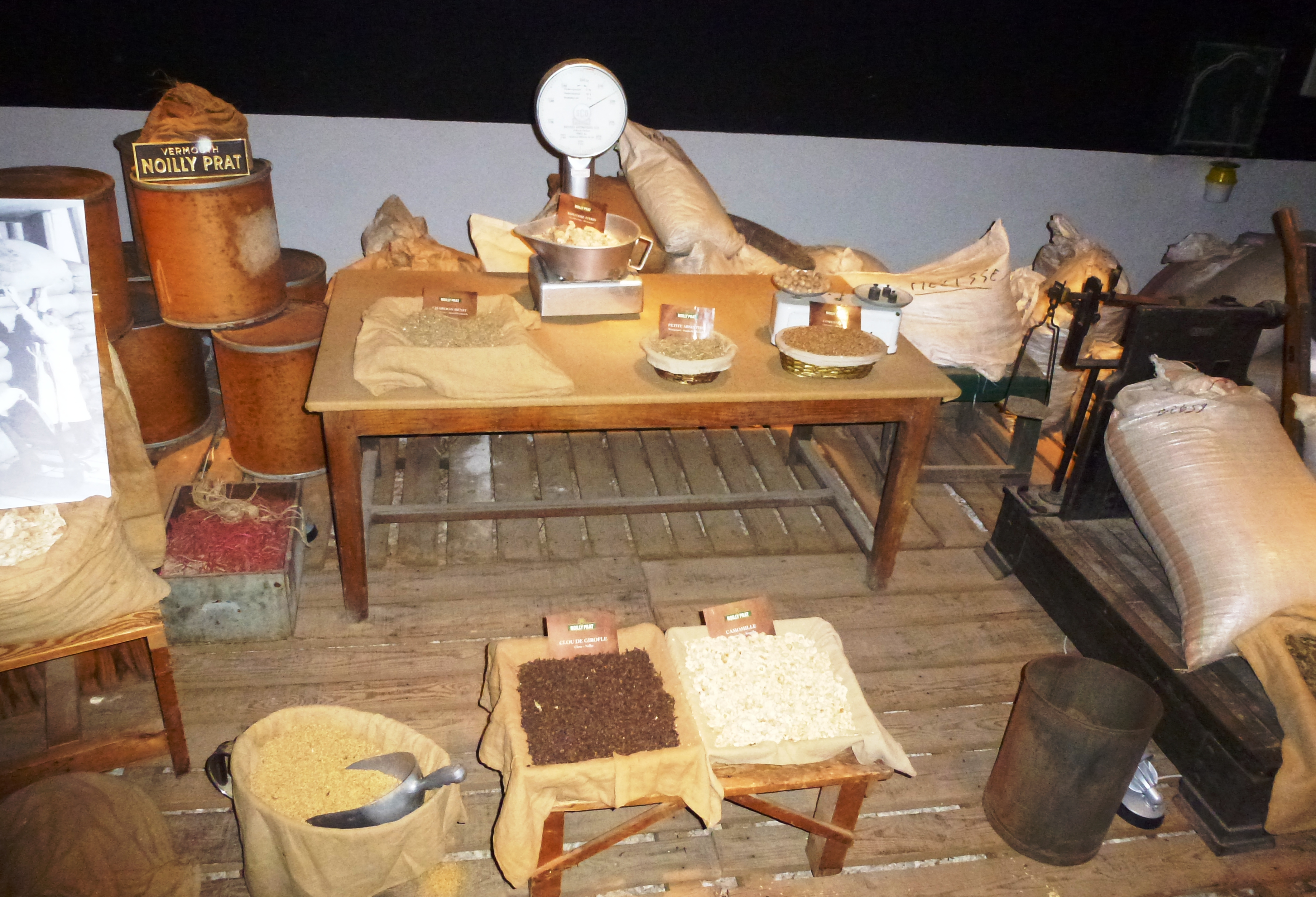
Il laboratorio erboristico

Era noto da tempo che lasciare il vino in una botte altera le sue caratteristiche. Un vino che è stato trasportato per lunghe distanze nelle botti ed esposto alle intemperie diventa di colore più scuro e più ricco di gusto. Per imitare questo processo naturale Joseph Noilly, nel 1813, ideò un processo che lo condusse alla realizzazione del primo vermouth francese. Nel 1855, suo figlio Louis Noilly e il genero Claudius Prat hanno costituito la società nota come Noilly Prat, spostando il business a Marseillan dove rimane tutt'oggi. Il marchio è stato acquisito dalla sua concorrente italiana Martini & Rossi nel 1971, che nel 1992 è stata fusa nella famiglia Bacardi-Martini.

## Processo produttivo

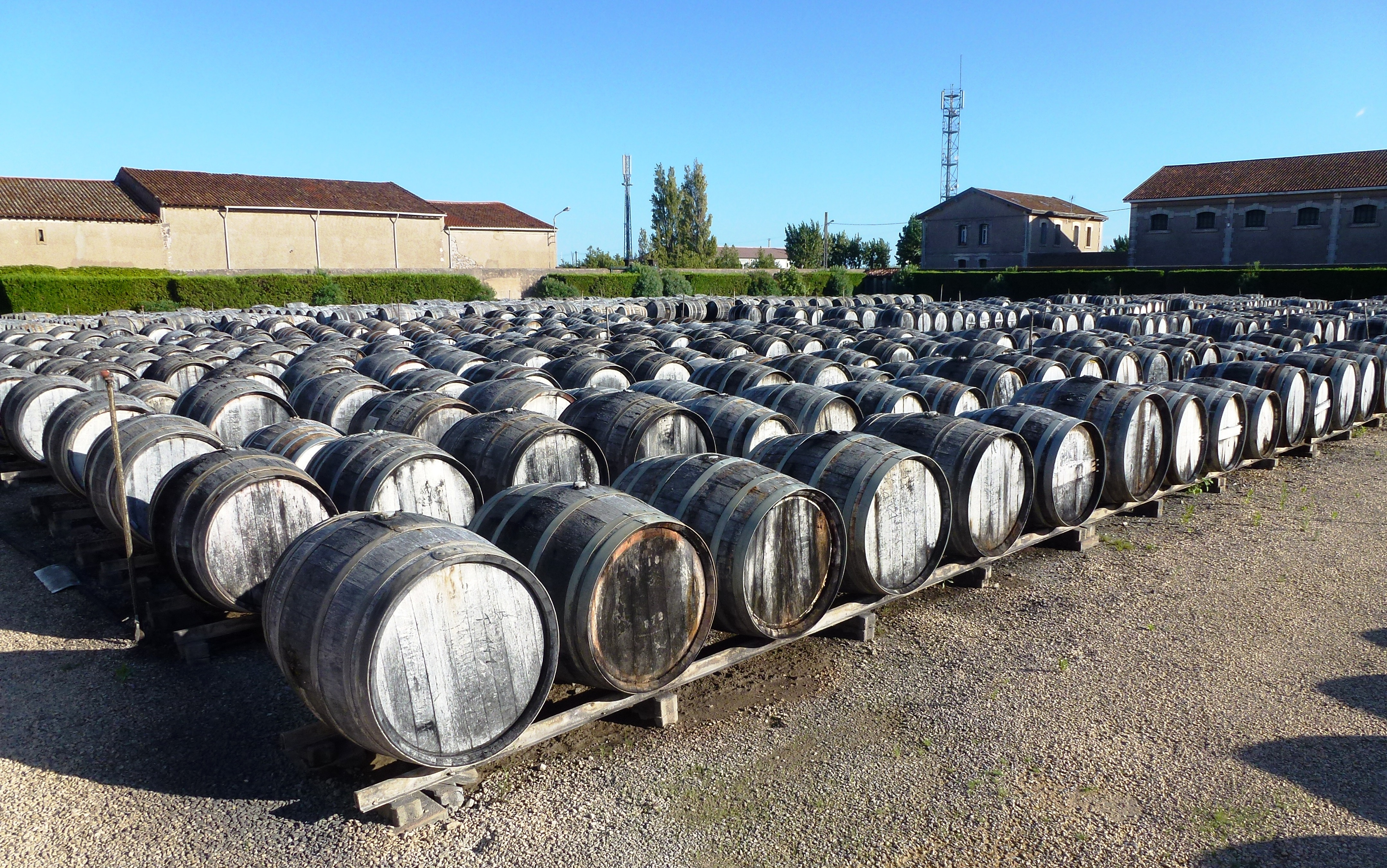
Botti per l'invecchiamento all'esterno

Il processo utilizzato oggi è praticamente invariato dal 1850. Noilly Prat è ottenuto esclusivamente da vitigni a bacca bianca coltivati nella zona del Marseillan, principalmente Picpoul de Pinet e Clairette. Questi vitigni producono vini leggeri, fruttati, maturati in botti canadesi di rovere massello all'interno dei depositi originali. Il vino rimane in queste botti per 8 mesi, maturando e assorbendo il sapore del legno, prima di essere trasferito in botti di rovere più piccole che vengono portate all'esterno, dove rimangono per un anno. Qui sono esposte a sole, vento e alle basse temperature invernali, mentre il vino cambia lentamente. Il risultato è un vino asciutto, corposo e di colore ambrato, simile al Madeira o allo Sherry. Durante l'anno all'esterno, il 6-8% del volume è perso per evaporazione, la cosiddetta "quota degli angeli ".
I vini, riportati all'interno e lasciati riposare per alcuni mesi, vengono mescolati insieme in botti di rovere. Una piccola quantità di mistella (succo d'uva e alcool) è aggiunta ai vini, al fine di ammorbidirli, insieme ad un pizzico di essenza di frutta per accentuare il loro sapore. Nelle botti di quercia, il processo di macerazione, presumibilmente unico per Noilly Prat Dry, si svolge nell'arco di tre settimane. Una miscela di una ventina di erbe e spezie viene aggiunta a mano ogni giorno. Il mix esatto di erbe e spezie presente nel Noilly Prat Dry è un segreto gelosamente custodito, ma include camomilla, buccia d'arancia amara, noce moscata, centaurea, coriandolo e chiodi di garofano. Dopo un ulteriore periodo di sei settimane, il prodotto finito è pronto per l'imbottigliamento e viene spedito in cisterne a Beaucaire (Gard), dove viene imbottigliato da Martini & Rossi.

## Varianti
La maggior parte del vino Noilly Prat è vermouth francese originale. Si degusta come aperitivo freddo o nei cocktail Martini. Sono state prodotte tre varianti speciali:
- Noilly Prat Rosso: realizzato alla stessa maniera ma con l'aggiunta di 30 aromi che producono il ricco colore rosso.  Non è venduto in Francia, tranne che dal negozio Noilly Prat a Marseillan. Si produce per l'esportazione, soprattutto verso gli Stati Uniti.
- Ambre Noilly Prat: disponibile per l'acquisto presso il negozio Noilly Prat a Marseillan e negozi specializzati.
- (Incolore) Extra Dry Noilly Prat: un vino meno complesso formulato per l'American cocktail martini extra-dry. L'Extra Dry è esportato solo negli Stati Uniti, dove è stato disponibile dal 1979 fino al 2009. È tornato disponibile nel 2012.[1]

## Cocktails

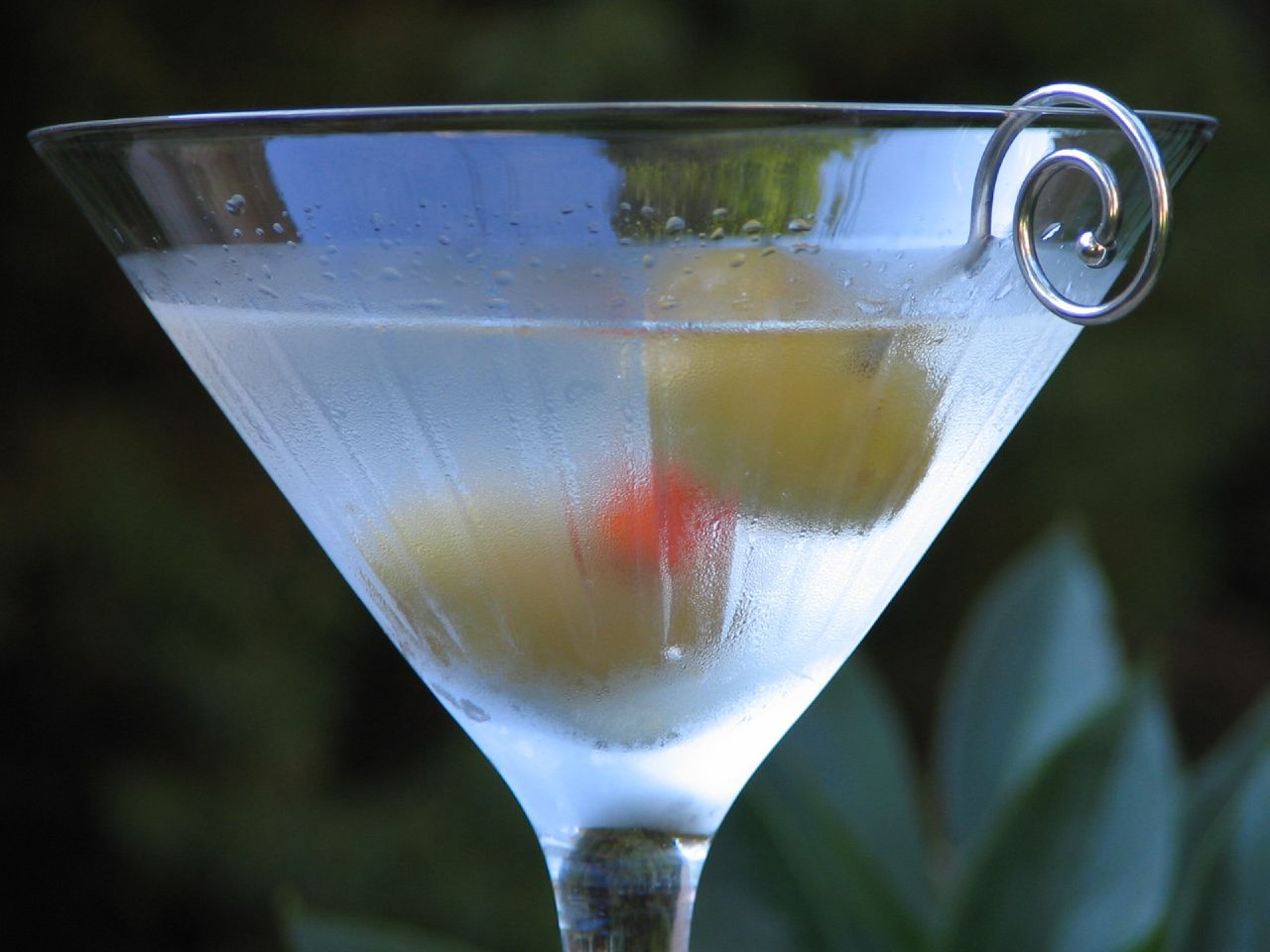
Cocktail realizzato col Noilly Prat

Il Noilly Prat è spesso usato nei cocktail, il più comune e conosciuto dei quali è probabilmente il Martini, costituito da una parte di Noilly Prat ed una o più parti di gin o vodka, con un pizzico di arancia amara, una fetta di limone o un'oliva come guarnizione. Nel corso degli anni, la preferenza americana per il Martini "Extra Dry", ha portato al passaggio dal gin alla vodka, e ha ridotto drasticamente il sapore e la quantità del vermouth impiegato. Nonostante ciò nel 2009, la ricetta del Noilly extra-dry esportato negli Stati Uniti è stata sostituita dalla formula originale utilizzata in tutto il mondo. Il cambiamento della ricetta è stata accompagnato dalla modifica del design della bottiglia. Alcune ricette hanno sostituito un vermouth proveniente da Dolin al posto del Noilly Prat per fare i martini, che si dice essere "altrettanto buono, anche se non del tutto identico al vecchio Noilly".

## Cucinare col Noilly Prat
Il Noilly Prat è ampiamente usato in cucina nelle salse, specialmente per accompagnare il pesce. Nella sua serie televisiva per la BBC French Odyssey, Rick Stein ha descritto il Noilly Prat come il "vero sapore della Linguadoca" e ha detto: «Ho fatto un sacco di esperimenti con i vini bianchi per sughi di pesce, e sono giunto alla conclusione che il Noilly Prat sia il migliore: infatti, fa poca differenza per la salsa finita quanto sia buono un vino bianco (anche se non è lo stesso per il vino rosso). Tuttavia le erbe provenzali e le spezie utilizzate per insaporire il Noilly Prat sembrano aggiungere sapore alla riduzione».

## Turismo
Le cantine Noilly Prat sono aperte al pubblico da marzo a novembre, a un modico costo. Le guide illustrano l'intero processo, e terminano dando ai visitatori un assaggio di ciascuna delle tre varietà di Noilly Prat prodotte. Noilly Prat è un'attrazione importante per i visitatori della zona, che attira più di 80.000 turisti ogni anno.